# Eliot Kennedy
Eliot Kennedy é um compositor e produtor musical inglês. Já trabalhou com Spice Girls, Bryan Adams, S Club 7, Five, Delta Goodrem, Lovers Electric, além de ter escrito três canções para o girl group brasileiro Rouge.
Eliot começou a compor ao treze anos, formou uma banda no colégio mas preferiu se dedicar somente ao trabalho em estúdio. Ele foi aprendiz de engenheiro de áudio, e depois de receber um seguro de acidente automobilístico, comprou os equipamentos e começou a trabalhar como engenheiro autônomo e eventualmente isso acabou levando-o ao trabalho de produção. Seu primeiro sucesso como produtor foi o single "Independence" de 1993 da cantora Lulu. Em seguida Eliot trabalhou com Dannii Minogue e Take That entre outros.
Kennedy contribuiu com músicas para uma série de trilhas sonoras de filmes, incluindo Spice World, Stepmom, The Princess Diaries 2: Royal Engagement, Racing Stripes e Bridge to Terabithia.